# Ауловский поселковый совет
Ауловский поселковый совет (укр. Аулівська селищна рада) — входит в состав
Криничанского района
Днепропетровской области
Украины.
Административный центр поселкового совета находится в 
пгт Аулы.

## Населённые пункты совета
- пгт Аулы